# Peter Merck
Johannes Peter Mercedes Merck (* 3. Februar 1927 in Darmstadt; † 10. November 2014 ebenda) war ein Mitglied der Merck-Familie sowie Miteigentümer und Vorstandsmitglied des gleichnamigen pharmazeutisch-chemischen DAX-Konzerns Merck KGaA.

## Familie und Ausbildung
Peter Merck war der Sohn von Ernestine „Ernes“ Merck, geb. Rogalla von Bieberstein und dem Darmstädter Industriellen Wilhelm Merck (1893–1952), einem Mitglied der Eigentümerfamilie der Firma E. Merck und Mitglied des Aufsichtsrates der Daimler-Benz AG. Ernes Merck fuhr in den 1920er Jahren als einzige Frau professionelle Autorennen. Am 25. November 1927, im Jahr ihrer größten Erfolge und der Geburt ihres Sohnes, nahm sie sich in Darmstadt das Leben. Ihr Sohn nahm in den 1950er Jahren selbst an zahlreichen Motorsportveranstaltungen, unter anderem zwischen 1953 und 1956 mehrfach an der Rallye Monte Carlo teil.
Nach dem Kriegsabitur absolvierte Peter Merck eine Banklehre und besuchte eine Dolmetscherschule. Im Zweiten Weltkrieg diente er als Luftwaffenhelfer. 1951 trat er dem Familienunternehmen bei und durchlief dort mehrere Stationen. Dabei war er für den Aufbau der ausländischen Gesellschaften zuständig, bevor er 1953 persönlich haftender Gesellschafter und 1967 stellvertretendes Mitglied des Vorstandes wurde. 1970 wurde er Mitglied der Geschäftsleitung und blieb dies bis 1984. Parallel dazu war er von 1970 bis 2002 Vorsitzender der Gesellschafterversammlung.

## Gesellschaftliches Engagement
Peter Merck war gesellschaftlich in den Bereichen Technik, Sport und Kultur aktiv und engagierte sich in vielen Vereinen und Gremien. Von 1973 bis 1994 war er Bundessprecher des Technischen Hilfswerkes, von 1984 bis 2003 Honorarkonsul der Philippinen. In den 1960er Jahren fungierte er als Sportpräsident des Allgemeinen Schnauferl Club e. V. und als Organisator der ASC-Rallye Wiesbaden-Mannheim-Wiesbaden. Von 1969 bis 1979 war er Vorsitzender des Hessischen Automobilclubs. Seit 1968 war Merck im DEKRA aktiv, darunter als Mitglied des Aufsichtsrates und als Präsident des Präsidialrates. 2003 schied er aus letzterem aus Altersgründen aus.
In seiner Heimatstadt war Peter Merck in der Bürgerstiftung Darmstadt als Beiratsmitglied aktiv und unterstützte seit 1967 den SV Darmstadt 98.
Der technikbegeisterte Peter Merck fuhr unter anderem einen französischen Mors-Oldtimer, den er dem Deutschen Museum stiftete.

## Ehrungen
Peter Merck war Träger des Verdienstkreuzes 1. Klasse und des Großen Verdienstkreuzes des Verdienstordens (1993) der Bundesrepublik Deutschland. 2003 wurde er mit dem Hessischen Verdienstorden ausgezeichnet und 2010 mit der Ehrennadel in Gold der THW-Bundesvereinigung e.V. geehrt. Merck war Träger der bronzenen Verdienstplakette der Stadt Darmstadt.
Peter Merck wurde auf dem Alten Friedhof in Darmstadt bestattet (Grabstelle: IV Mauer 18).